# Maha Haj
Maha Haj (árabe: مها حاج ;  Nazaret, Israel, 1970) es una directora de cine y guionista árabe israelí de origen palestino.

## Biografía
Haj nació en Nazaret. Fue educada en la escuela cristiana bautista de Nazaret, aunque sus padres eran activistas comunistas. Bajo la influencia de su padre, comenzó a estudiar ciencias farmacéuticas, pero después de un año cambió a literatura y completó su licenciatura en literatura inglesa y árabe en la Universidad Hebrea de Jerusalén y máster en lengua y literatura en la Universidad de Haifa. Comenzó a trabajar como maestra, pero estaba más interesada en su arte y escritura, que practicaba en su tiempo libre.
Comenzó su carrera cinematográfica como escenógrafa, guionista y directora de arte en películas como The Time That Remains (2009) de Elia Suleiman, The Attack (2012) de Ziad Doueiri; seguido de Arabani (2014) de Adi Adouan y Over the HIlltop ( 2014) de Rafael Najari.
En 2009, escribió y dirigió el cortometraje Burtuqal, que se estrenó con gran éxito de crítica, y se proyectó en varios festivales internacionales de cine, y luego el documental Within These Walls (2010).
Alcanzó el reconocimiento internacional como directora y guionista en 2016 con su película Personal Affairs, que se estrenó en el Festival de Cine de Cannes, en la sección Un Certain Regard . También obtuvo el premio al Mejor Largometraje en el Festival Internacional de Cine de Haifa. En su razonamiento, los jueces escribieron: "Es una creación que es totalmente amor a la humanidad, fluida y divertida, cautivadora y bondadosa, un mosaico humano contemporáneo, tanto local como universal".
Haj detalló las dificultades, tanto logísticas como emocionales, que enfrentó para obtener fondos públicos a través del Fondo de Cine de Israel (IFF) para su película Personal Affairs. El entonces ministro de Cultura israelí, Limor Livnat, estableció normas que exigen que cualquier proyecto que reciba fondos públicos se presente estrictamente como un largometraje israelí, no como una película palestina-israelí o palestina, lo que genera dificultades para los cineastas como Haj, que quieren resaltar su cultura palestina y/o palestina, identidades duales. En última instancia, la IFF respaldó el proyecto después de que Haj y su productor aceptaran los términos para estrenar la película como una película israelí.
En 2022, Mediterranean Fever (Fiebre mediterránea), que ella escribió y dirigió, se estrenó en el Festival de Cine de Cannes 2022 dentro de la sección Un certain regard, y ganó el Premio al Mejor Guion. El largometraje aborda los efectos psicológicos de un palestino que vive en Haifa.